# 伊夫·德雷富斯
伊夫·德雷富斯（法語：Yves Dreyfus，1931年5月17日—2021年12月16日），法国男子击剑运动员。他曾代表法国参加1956年、1960年和1964年夏季奥林匹克运动会击剑比赛，共获得二枚铜牌。